# البرهان المؤيد
البرهان المؤيد، كتاب للإمام أحمد الرفاعي، في باب التصوف السنّي، وهو أول مؤلفات أحمد الرفاعي من حيث المكانة والانتشار والمعرفة بين العلماء والناس. وهو عبارة عن مجموعة من الدروس الوعظية التي ألقاها على طلابه.